# Stenothoe frecanda
Stenothoe frecanda är en kräftdjursart som beskrevs av J. L. Barnard 1962. Stenothoe frecanda ingår i släktet Stenothoe och familjen Stenothoidae. Inga underarter finns listade i Catalogue of Life.